# Paulo Sérgio Oliveira
Paulo Sérgio dos Santos Oliveira (* 1. Juni 1993) ist ein brasilianischer Leichtathlet, der sich auf den Weitsprung spezialisiert hat. 2017 wurde er in dieser Disziplin Südamerikameister.

## Sportliche Laufbahn
Paulo Sérgio Oliveira trat erstmals 2010 in landesweiten Wettkämpfen in der Leichtathletik an. Damals startete er, neben den Sprungwettbewerben, auch noch im Sprint. Im Dreisprung gelang ihm die Qualifikation für die Olympischen Jugendspiele in Singapur, während er im Weitsprung die Qualifikation verpasste. In Singapur gelang ihm die Qualifikation für das Finale, in dem er mit Saisonbestleistung von 15,63 m den fünften Platz belegte. Zwei Monate nach den Jugendspielen trat er im Dreisprung auch bei den U18-Südamerikameisterschaften in Chile an. Dabei gewann er mit 15,13 m die Silbermedaille. Im folgenden Jahr konnte er keine Verbesserungen erzielen, wenngleich er sich ab 2011 komplett auf das Springen fokussierte. Erst zum Ende des Jahres 2012 konnte er sich sowohl im Weit- als auch im Dreisprung steigern, auf 7,67 m bzw. 16,14 m. Bei den nationalen Meisterschaften der Erwachsenen gelang ihm im Dreisprung 2012 erstmals der Einzug in das Finale. 2013 steigerte er seine Bestweiten erneut. Im Weitsprung kam er bis auf einen Zentimeter an die Acht-Meter-Marke heran und wurde zudem Fünfter bei den Brasilianischen Meisterschaften.
2014 nahm Oliveira erstmals auf internationaler Ebene an Wettkämpfen in der Halle teil. Im September übersprang er erstmals die Acht-Meter-Marke und stellte ein paar Wochen später mit 8,13 m seine persönliche Bestleistung auf. An diese Weite kam er bei den U23-Südamerikameisterschaften in Montevideo nicht heran, konnte dennoch mit 7,59 m die Silbermedaille gewinnen. Im Oktober wurde er Brasilianischer Vizemeister im Weitsprung. Mit Beginn der Saison 2015 fokussierte Oliveira sich dann nahezu komplett auf den Weitsprung, kam allerdings nicht in die Nähe seiner Bestleistung. 2016 konnte er sich im April im Dreisprung nochmal auf 16,52 m steigern, die seitdem als seine Bestleistung zu Buche stehen. Im Juni 2017 wurde er erstmals Brasilianischer Meister im Weitsprung und konnte in dieser Saison auch erstmals wieder über acht Meter springen. Noch im selben Monat trat er bei den Südamerikameisterschaften in Asunción an. Dabei blieb er zwar unter acht Metern, konnte mit 7,93 m dennoch den Meistertitel erringen. Anschließend nahm er am Saisonhöhepunkt, den Weltmeisterschaften in London, teil. Dort sprang er allerdings in der Qualifikation seine kürzeste Weite im Jahr 2017 und scheiterte damit deutlich am Einzug in das Finale.
Im Januar 2018 stellte Oliveira mit 8,12 m persönliche Hallenbestleistung auf. Die gleiche Weite erzielte er im Juni bei den Südamerikaspielen in Bolivien. Die Weite reichte dort zum Gewinn der Silbermedaille. Auch 2019 gelangen ihm wieder Sprünge über acht Meter, allerdings nicht bei den zwei internationalen Meisterschaften. Im Mai trat er in Lima zur Titelverteidigung bei den Südamerikameisterschaften an. Dort kam er im Finale nur auf 7,71 m, was dennoch zum Gewinn der Silbermedaille genügte. Im Oktober belegte er als Achter den letzten Platz im Finale bei den Militärweltspielen in Wuhan.

## Wichtige Wettbewerbe
| Jahr                  | Veranstaltung                 | Ort                   | Platz                 | Disziplin             | Weite                 |
| Startet für Brasilien | Startet für Brasilien         | Startet für Brasilien | Startet für Brasilien | Startet für Brasilien | Startet für Brasilien |
| --------------------- | ----------------------------- | --------------------- | --------------------- | --------------------- | --------------------- |
| 2010                  | Olympische Jugendspiele       | Singapur              | 5.                    | Dreisprung            | 15,63 m               |
| 2010                  | U18-Südamerikameisterschaften | Santiago de Chile     | 2.                    | Dreisprung            | 15,13 m               |
| 2014                  | U23-Südamerikameisterschaften | Montevideo            | 2.                    | Weitsprung            | 7,59 m                |
| 2017                  | Südamerikameisterschaften     | Asunción              | 1.                    | Weitsprung            | 7,93 m                |
| 2017                  | Weltmeisterschaften           | London                | 27.                   | Weitsprung            | 7,53 m                |
| 2018                  | Südamerikaspiele              | Cochabamba            | 2.                    | Weitsprung            | 8,12 m                |
| 2019                  | Südamerikameisterschaften     | Lima                  | 2.                    | Weitsprung            | 7,71 m                |
| 2019                  | Militärweltspiele             | Wuhan                 | 8.                    | Weitsprung            | 7,64 m                |

## Persönliche Bestleistungen
Freiluft
- Weitsprung: 8,13 m, 27. September 2014, São Paulo
- Dreisprung: 16,52 m, 23. April 2016, São Bernardo do Campo

Halle
- Weitsprung: 8,12 m, 27. Januar 2018, São Caetano do Sul